# Un asunto pendiente
Un asunto pendiente es una novela de suspenso escrita por John Katzenbach. Fue publicada en inglés, su idioma original, en 1989 con el título Day of Reckoning. En 2009 fue publicada su traducción al español hecha por Laura Vidal Sanz. Este libro formó parte de la lista de bestsellers del New York Times.
En esta novela, la principal descripción psicológica es la de Tanya, una bella y despiadada terrorista que ha planeado una venganza durante dieciocho años. Su venganza es contra la familia Richards con quien estuvo implicada en un robo que no salió como planeado y terminó con Tanya siendo condenada a prisión durante 18 años. Ella comenzará a resolver un asunto pendiente, comenzando por el hijo de los Richards.

## Argumento
En 1968, un grupo de jóvenes revolucionarios capitaneados por Tanya se hacían llamar la Brigada del Fénix y planearon el perfecto robo de un banco en California. Nada sale según lo previsto y cinco personas mueren durante el atraco, entre ellas, Emily, la amante de Tanya. Sus compañeros de atraco, Duncan y Megan Richards al ver que el plan fracasa, huyen mientras que Tanya es detenida y condenada a 18 años de cárcel.
Dieciocho años más tarde, Duncan y Megan se han convertido en una familia pequeño-burguesa. Él es banquero, ella, agente inmobiliaria; tienen tres hijos y una casa preciosa. Su vida perfecta se tambalea cuando Tanya sale de la cárcel y secuestra a su hijo pequeño. Comenzado a llevar a cabo su plan de venganza que planeó durante los 18 años que pasó en prisión.

## Trama
La trama de la obra está llena de acción, tensión y suspenso; elementos que se manifiestan al pasar unas cuantas páginas y se mantienen a lo largo de la historia y hasta el final. Toda la historia dura seis días, el autor la relata de una forma ágil y precisa, lo cual genera más tensión y nerviosismo al lector.
En esta novela se utiliza el recurso narrativo de recurrir a una situación de calma en el presente donde de pronto reaparece el pasado de forma traumática.

### Obras similares
- El psicoanalista
- La historia del loco
- Un final perfecto
- Juicio final
- El estudiante